# Handicap en Ukraine
2,7 millions de personnes en Ukraine (6%) ont déclaré avoir un handicap en 2014.  Ce nombre n'incluait pas les 1,5 % de personnes ayant une incapacité temporaire. En 2014, 35 % des personnes âgées de 60 à 70 ans souffraient d'un handicap lié à l'âge. Pour les personnes âgées de plus de 80 ans, ce nombre est passé à 50 %. 
L'Ukraine est notoirement « hostile aux personnes handicapées ». Par exemple, dans la capitale Kiev, seuls 4 % des infrastructures sont considérées comme « adaptées aux personnes handicapées ». 
Dans les années 1990, les taux de chômage des personnes handicapées ont fortement augmenté en Ukraine (et dans d'autres pays d'Europe de l'Est) en raison de la crise économique. 
En 2021, la compagnie ferroviaire nationale ukrainienne Ukrzaliznytsia a lancé ses premiers trains adaptés aux personnes handicapées avec un espace destiné aux fauteuils roulants. 
L'Ukraine est l'un des pays les plus titrés des Jeux paralympiques,.

## Etablissements
L'Hôpital régional Youri Lipa de Lviv spécialisé en trauma de guerre.